# Stadtfriedhof (Hildburghausen)
Der Stadtfriedhof Hildburghausen – auch Zentralfriedhof genannt – ist der Hauptfriedhof von Hildburghausen in Thüringen. Der Stadtfriedhof wurde am 12. März 1885 als allgemeiner Begräbnisplatz eröffnet.

## Geschichte

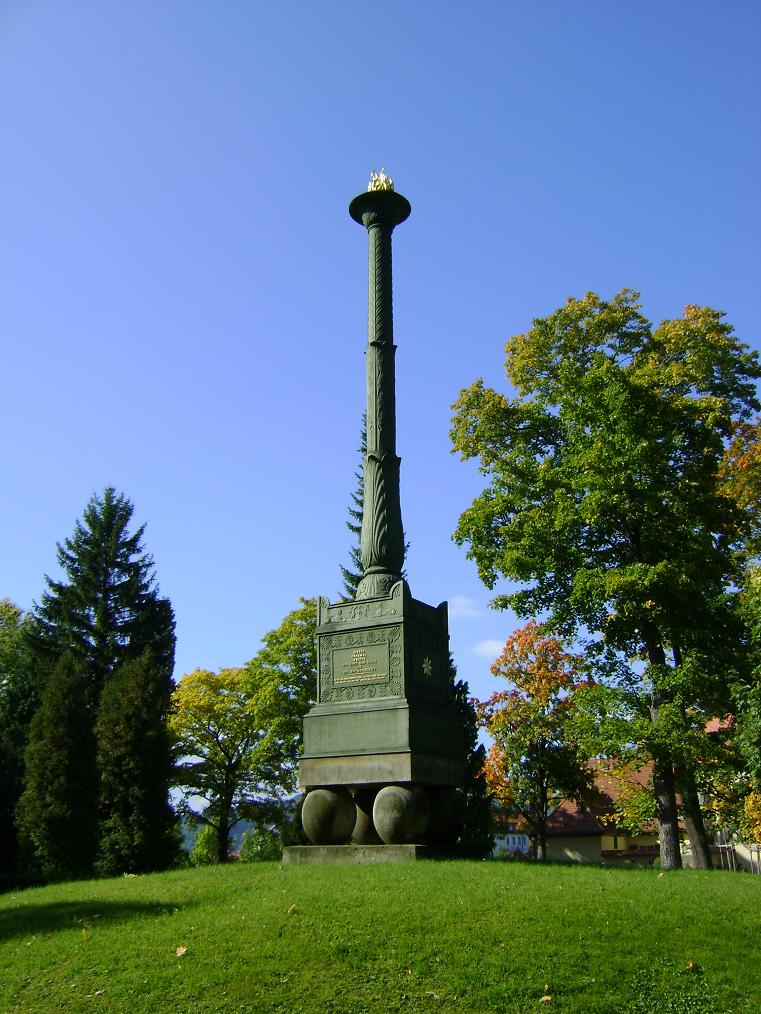
Gedenksäule für Herzogin Charlotte von Sachsen-Hildburghausen

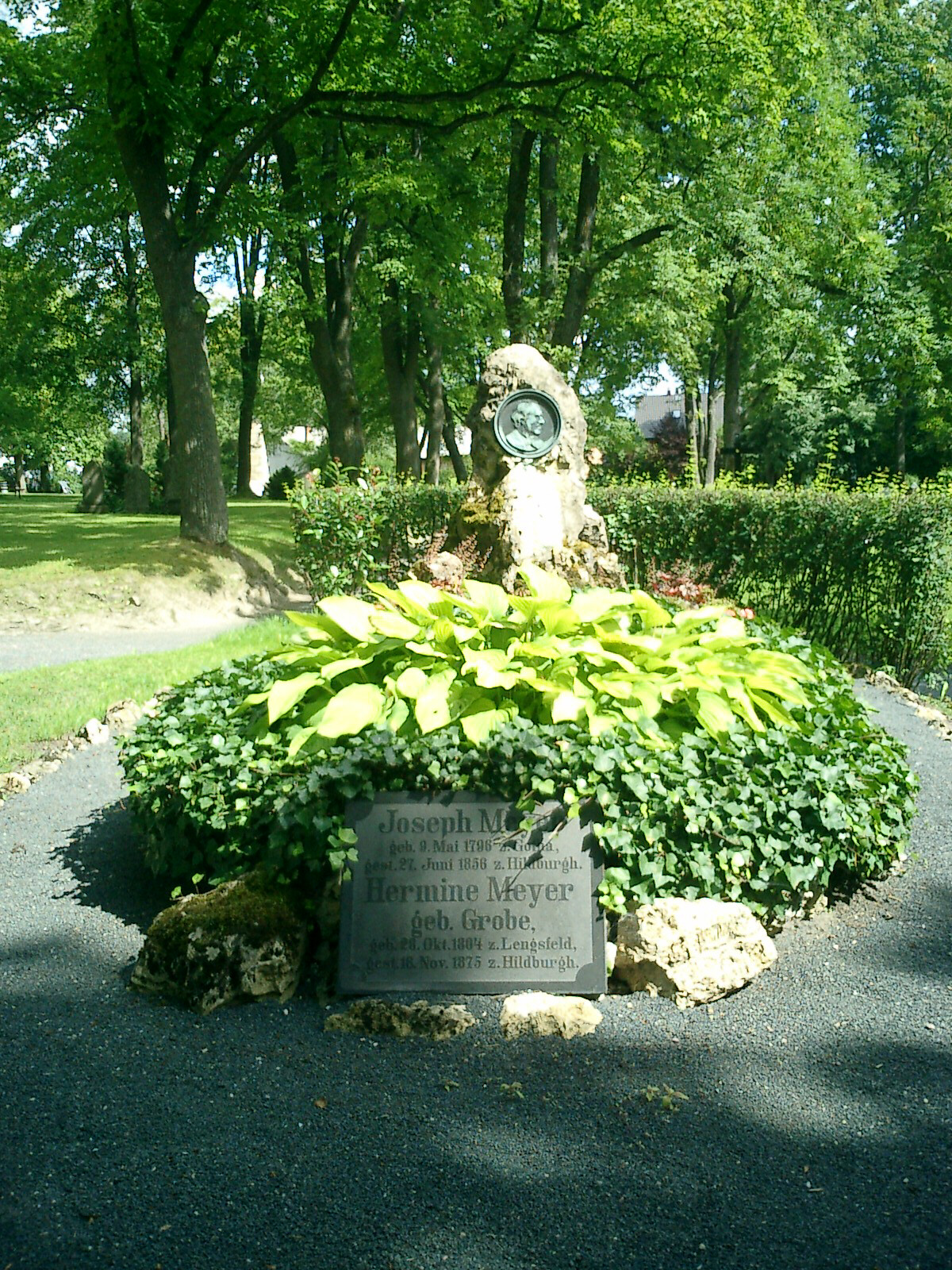
Familiengrab des Verlegers und Mäzen Joseph Meyer

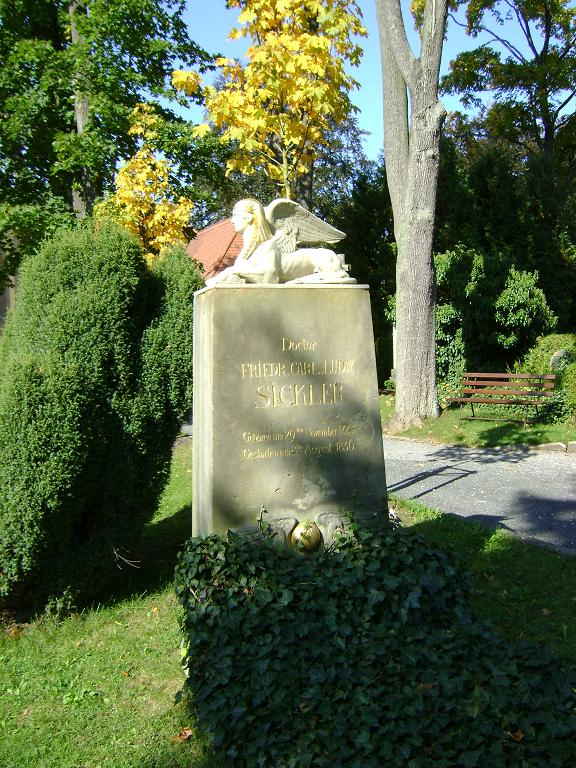
Das Sickler-Grab (um 1840)

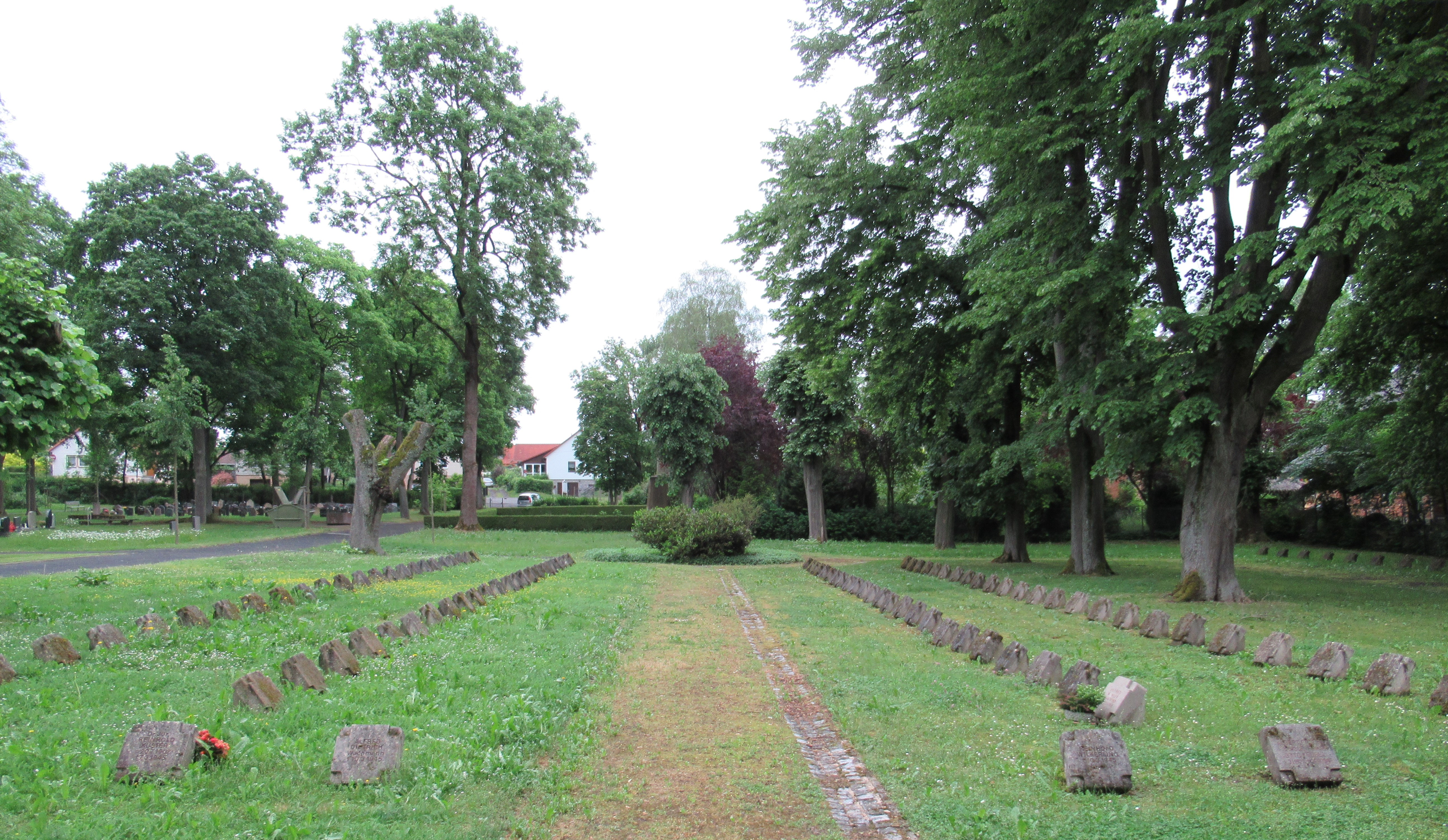
Bombenopfer vom 23. Februar 1945

Die Geschichte der Hildburghäuser Friedhöfe beginnt mit der Stadtgründung im Mittelalter. Als Begräbnisort für die Stadtbevölkerung wurde zunächst der Gottesacker der St.Lorenzkirche genutzt. Für Verstorbene, die nicht das Hildburghäuser Stadtrecht erworben hatten, fanden die Beisetzungen auf einer Siechenhofparzelle bei der Kapelle Unserer Lieben Frau auf dem Baumgarten nördlich der Vorstadt statt.
Ein weiterer namentlich bekannter Begräbnisplatz, der Alte Judengottesacker, wurde für das Jahr 1412 in der Stadtchronik erwähnt, seine genaue Lage wird an der Wallrapser Flurgrenze vermutet (Flurname Judengraben).
Mit Einführung der Reformation löste sich die Stadtbevölkerung von der Tradition, auf dem St.-Lorenz-Kirchhof zu bestatten, auch galt dieser innerstädtische Friedhof bereits als überbelegt.
Die damalige Stadtverwaltung verfügte die Neuanlage eines Friedhofes in der Flussaue der Werra vor der Südostecke der Stadtbefestigung. Dieser Platz ist als Neuer Friedhof an der Coburger Straße bekannt, er befand sich etwa im Bereich des heutigen Theaters und grenzte an den später angelegten östlichen Teil des Schlossparkes. Der mit einer Mauer umgebene Friedhof war bis 1820 in Benutzung. Im Besitz der Ratsherrengeschlechter, des Landadels sowie vermögender Einwohner lagen dort 22 Erbbegräbnisse entlang der Mauer. Eine Leichenhalle ist ebenfalls vorhanden gewesen. Die Mehrzahl der Bestattungen wurde als Erdbestattung vorgenommen.
Für das Jahr 1635 vermeldet die Stadtchronik von Hildburghausen den Einmarsch kaiserlicher Truppen und zeitgleich die Einschleppung der Pest. Damit begann in der Region das große Sterben mit zahllosen Toten. Ein Pestfriedhof wurde erforderlich, dessen genauer Standort ist ebenfalls unbekannt, möglicherweise befand er sich an der Werra, unterhalb der Stadt.
Von den Mitgliedern der herzoglichen Familie wurde das Erbbegräbnis in der Hildburghäuser Schlosskirche genutzt, dieses bestand bis zur Aufgabe der Kirche Mitte des 19. Jahrhunderts, gleichzeitig endete die Funktion als Residenzort, eine fürstliche Grablege wurde damit nicht mehr benötigt.
Als Folge eines Großbrandes wurde 1779 die Hauptkirche der Stadt, die St.-Lorenz-Kirche, bis auf die Grundmauern zerstört und abgerissen, auch der dortige Friedhof wurde als Baugrund hergerichtet. Der Neubau wurde als Christuskirche geweiht.
Im Jahr 1820 wurde der bisherige Friedhof aufgelassen, er war etwa 300 Jahre in Benutzung und galt als Folge des nun sprunghaft einsetzenden Bevölkerungswachstums als überfüllt. Der Friedhof konnte auch nicht durch Grundstückszukäufe erweitert werden.
Die Stadtverwaltung eröffnete am 13. Oktober 1820 den Neuen Friedhof, dieser wurde etwa 500 Meter nördlich der Altstadt in der Flur Backsteinfeld angelegt. Das Gelände gehörte zu einer ehemaligen Ziegelei und war ungünstig gewählt: der erforderliche Mutterboden war dort nur noch in dünner Schicht vorhanden, die Gräber mussten mühsam in den anstehenden Sandstein eingetieft werden. Einer nochmaligen Verlegung wollte die Stadtverwaltung aus Kostengründen nicht zustimmen, man behalf sich über Jahrzehnte mit der Aufschüttung von angefahrenem Mutterboden. Im Zentrum dieses neuen Friedhofes, der zunächst bis 1885 genutzt wurde, steht die Gedenksäule für die in der Stadt äußerst beliebte Herzogin Charlotte.
Entsprechend der neuen Friedhofsordnung wurden die Bestattungen auch für jüdische Mitbürger und Fremde auf dem Friedhof gestattet.
Der Besucher betrat den Friedhof von der Stadtseite durch ein Portal, das mit dem tröstenden Spruchband «Willkommen an der Wiege des Himmels» versehen war.
Durch die Anpflanzung von ausländischen Gehölzen und die zeitgemäße Ausgestaltung der Grabstätten hatte der Hildburghäuser Stadtfriedhof einen parkartigen Charakter erhalten. Man vermied es im 20. Jahrhundert den historischen Teil mit den Ehrengräbern und künstlerisch wertvollen Grabdenkmälern dem Zeitgeschmack zu opfern. Der historische Bereich wurde 1885 abgeschlossen, er steht unter Denkmalschutz. Am Ostrand des Friedhofsgeländes wurde zeitgleich als jüngste Erweiterung der heutige Friedhof angelegt.
Zum heutigen Friedhof gehört eine Kriegsgräberstätte für Gefallene der beiden Weltkriege, für Bombentote vom 23. Februar 1945 und andere Opfer von Krieg und Gewaltherrschaften.